# Karl Platt
Karl Platt (Novosibirsk, URSS, 14 de marzo de 1978) es un deportista alemán que compitió en ciclismo de montaña en la disciplina de campo a través. Ganó una medalla de bronce en el Campeonato Europeo de Ciclismo de Montaña en Maratón de 2017.

## Medallero internacional
| Campeonato Europeo | Campeonato Europeo | Campeonato Europeo | Campeonato Europeo |
| Año                | Lugar              | Medalla            | Competición        |
| ------------------ | ------------------ | ------------------ | ------------------ |
| 2017               | Svit (Eslovaquia)  | Medalla de bronce  | Campo a través     |